# 18984 Olathe
18984 Olathe (2000 RA8) là một tiểu hành tinh nằm phía ngoài của vành đai chính được phát hiện ngày 2 tháng 9 năm 2000 bởi Larry Robinson ở Đài thiên văn hoa Mặt Trời.